# Louis Marie Joseph de Goÿs de Mézeyrac
Louis Marie Joseph de Goÿs de Mézeyrac (Lione, 12 aprile 1876 – Parigi, 14 luglio 1967) è stato un generale e aviatore francese.
Pioniere dell'aviazione da bombardamento francese, e asso pluridecorato della prima guerra mondiale, fu il primo aviatore a venire elevato al rango di Generale di brigata aerea dell'Armée de l'Air. Prese parte attiva alla Resistenza antitedesca durante la seconda guerra mondiale.

## Biografia
Nacque a Lione il 24 aprile 1876 da una famiglia della vecchia nobiltà del sud dell'Alvernia e del Vivarais. Passò parte della sua infanzia a Vias, nell'Hérault, dove sua madre, rimasta vedova in giovane età, allevò da sola i suoi sette figli. Il sindaco di Vias dell'epoca, Armand Malafosse, gli fece ottenere una borsa di studio per accedere all'École spéciale militaire de Saint-Cyr, ricordando al consiglio comunale l'onorabilità della famiglia (De Goÿs – Rascas), e della giovane vedova.

## La carriera militare
All'età di diciannove anni entrò all'École spéciale militaire de Saint-Cyr, (Promotion Antananarivo), uscendone nell'ottobre 1897 con il grado di sottotenente, assegnato all'arma di fanteria. La sua prima destinazione fu il 153º Reggimento di stanza a Toul. Nel 1910 fu promosso al grado di capitano, e nello stesso anno incominciò ad interessarsi al mondo dell'aviazione, e alle sue possibilità in ambito militare. Conseguì il brevetto di pilota civile, e poi quello militare (nº27) nel 1911, e negli anni successivi si divise tra le sezioni di aerostati di Versailles e Chalais-Meudon e l'ispezioni nell'ambiente aeronautico come aiutante. Nell'aprile 1914 partì per la Turchia con l'incarico di organizzare la locale aviazione militare, ritornando in Francia nel mese di luglio, ed in quello stesso mese scoppiò la prima guerra mondiale. All'inizio del mese di ottobre eseguì una missione aerea per portare un messaggio del generale Joseph Joffre, comandante in capo dell'Esercito francese al re del Belgio Alberto I.

## L'aviazione da bombardamento
Nel mese di novembre fu promosso Chef de bataillon, e in data 23 novembre fu incaricato da Joffre di formare e comandare il primo Gruppo da bombardamento (Groupe de bombardement GB 1) equipaggiato con 18 biplani Voisin. L'unità fu posta sotto il comando del Brigadiere generale Auguste Hirschauer, stazionante presso il Grand Quartier General (GHQ) che, secondo le circostanze, fissava sia gli obiettivi che le modalità di esecuzione della missione. Il reparto era composto da tre Squadriglie, e da un parco d'aviazione, il tutto sotto il comando di un Comandante di gruppo e del suo stato maggiore. 
Le tre squadriglie del reparto, ciascuna dotata di sei aerei, vennero rispettivamente denominate VB 1 (ex V 14), VB 2 (ex Br 17) e VB 3. 
Il Parco d'aviazione 101 contava su 5 ufficiali e un centinaio di uomini, e serviva da mezzo per il rifornimento e la riparazione dei velivoli in dotazione.
Durante l'inverno tra il 1914 e il 1915 il gruppo condusse missioni su stazioni ferroviarie e obiettivi militari in Lorena. 
Alla fine del mese di dicembre venne creato un nuovo reparto, il GB 2, forte delle Squadriglie VB 4, VB 5 e VB 6, ed ulteriori due Gruppi, i GB 3 GB 4, furono costituiti nel marzo 1915.
Il 22 aprile 1915 l'esercito tedesco lanciò il suo primo attacco chimico impiegando proiettili d'artiglieria al cloro. Per rappresaglia a tale attacco il 26 maggio egli condusse 18 aerei in una importante missione di bombardamento su Ludwigshafen, in Germania, dove si trovavano gli stabilimenti chimici per la produzione del cloro. Gli aerei decollarono di notte dal campo di aviazione di Malzéville, effettuando una lunga deviazione per ingannare i posti di osservazione nemici, prima di sganciare le bombe sul loro obiettivo. Durante il volo di ritorno il Voisin LA pilotato dall'Adjutant Etienne Bunau-Varilla, con lui in qualità di osservatore, si trovava ad est di Neustadt quando fu vittima di un guasto meccanico al propulsore, e dovette atterrare il emergenza in Alsazia, in territorio nemico. I due aviatori furono subito catturati e imprigionati nella fortezza di Marienburg. Dopo la sua cattura, nell'estate dello stesso anno tutti i gruppi da bombardamento esistenti furono riuniti sull'aeroporto di Malzéville, vicino a Nancy, e posti sotto il comando del maggiore Alphonse Roisin.
La prigionia durò trenta mesi, ed egli cercò di evadere per ben sette volte senza successo. Nel novembre del 1917 evase da un campo di prigionia posto nella regione di Ratisbona riuscendo a riparare nei Paesi Bassi. Per questa impresa fu insignito del titolo di Ufficiale della Legione d'onore. Rientrato in Francia riprese immediatamente il servizio attivo in un gruppo per l'addestramento, familiarizzando con il nuovo velivolo Breguet Bre 14. Nell'aprile 1918 assunse il comando del Gruppo da bombardamento GB 4, e successivamente di una Brigata da bombardamento comprendente la 12ª Escadre de bombardement e la 1ª Escadre de chasse Questa grande unità svolse un ruolo chiave durante l'attacco finale lanciato dai tedeschi, bombardando pesantemente il nemico in ritirata, ed egli diresse personalmente numerose incursioni.

## Il dopoguerra
Dopo l'armistizio dell'11 novembre 1918 fu promosso al grado di tenente colonnello, venendo considerato come uno degli Assi dell'aviazione francese della prima guerra mondiale. Nel 1919 tornò nuovamente in Turchia per organizzare un aeroporto a Istanbul, promuovendo contemporaneamente la vendita di materiale aeronautico francese. Nel 1921 si recò in Romania come addetto militare presso la locale ambasciata francese di Bucarest. Nel 1923 tornò in patria per assumere l'incarico di Capo di gabinetto del Sottosegretario all'aviazione Laurent-Eynac. Per promuovere il mondo dell'aviazione francese progettò un raid aereo sul deserto del Sahara, e il 21 gennaio 1926 due Blériot 115 decollarono dall'aeroporto di Le Bourget, arrivando il 7 febbraio a Niamey, ma uno dei membri dell'equipaggio del secondo aereo rimase ucciso durante la fase di decollo per ritornare in Francia. Al rientro in patria organizzò una rotta per idrovolanti che doveva collegare Berre a Antananarivo, in Madagascar.
Nel dicembre 1926 fu elevato al rango di Generale di brigata aerea, mentre Laurent-Eynac diventò il primo ministro dell'aeronautica francese il 14 settembre 1927. Il neoministro gli assegnò il compito di organizzare il ministero, e poi, nel 1929, lo nominò comandante della 2ª Divisione aerea di Parigi.
Nel 1931 guidò una formazione di cinque bombardieri in un volo di propaganda in Portogallo e Spagna, e nel 1933 il ministro dell'aeronautica Pierre Cot lo nominò Ispettore dell'aviazione di difesa, e delle scuole di addestramento, e gli assegnò la direzione del Centro di studi dell'Armée de l'Air. 
Si ritirò dal servizio attivo nel 1935, ma con lo scoppio della seconda guerra mondiale e la resa della Francia nel giugno 1940, prese parte attiva al movimento di Resistenza antitedesca. Ritiratosi a vita privata dopo la fine del conflitto, si stabilì a Parigi, dove continuò a seguire con interesse i progressi del mondo aeronautico nel campo della propulsione a reazione. Si spense a Parigi il 14 luglio 1967 presso la sua casa, sita nel XVI arrondissement.
La cittadina di Vias (Hérault), gli ha intitolato una strada